# Шпаковщина (Минская область)
Шпако́вщина (бел. Шпако́ўшчына) — деревня в Смолевичском районе Минской области Беларуси. Входит в состав Усяжского сельсовета.

## География
Ближайшие населённые пункты Емельяново, Усяж, Трубичино и др.
В 1,2 км к востоку от деревни находится наивысшая точка Борисовской гряды — 220,3 м. Расположен на хорошо очерченном холме правильной формы в окружении пахотных угодий. Имеется геодезический пункт в виде металлической пирамиды.

## История
С 1908 года в Острошицко-Городецкой волости Минского уезда Минской губернии Российской империи.

## Население

### Численность
- 2019 год — 141 жителей

### Динамика
- 1999 год — 138 жителей
- 2009 год — 128 жителей[3]
- 2019 год — 141 жителей

## Известные личности
В Шпаковщине 19 января 1939 года родилась Народная артистка Беларуси Мархель Татьяна Григорьевна, снявшаяся в 35 кинокартинах.